# Archilejeunea amakawana
Archilejeunea amakawana là một loài Rêu trong họ Lejeuneaceae. Loài này được Inoue mô tả khoa học đầu tiên năm 1966.